# Таскола (Тексас)
Таскола (енгл. Tuscola) град је у америчкој савезној држави Тексас. По попису становништва из 2010. у њему је живело 742 становника.

## Демографија
Према попису становништва из 2010. у граду је живело 742 становника, што је 28 (3,9%) становника више него 2000. године.
| Група             | 2000.       | 2010.       |
| Белци             | 650 (91,0%) | 669 (90,2%) |
| Афроамериканци    | 1 (0,1%)    | 4 (0,5%)    |
| Азијати           | 1 (0,1%)    | 1 (0,1%)    |
| Хиспаноамериканци | 52 (7,3%)   | 58 (7,8%)   |
| Укупно            | 714         | 742         |